# Bokfjädermossa
Bokfjädermossa (Neckera pumila) är en bladmossart som beskrevs av Hedwig 1801. Bokfjädermossa ingår i släktet fjädermossor, och familjen Neckeraceae. Enligt den finländska rödlistan är arten starkt hotad i Finland. Enligt den svenska rödlistan är arten nära hotad i Sverige. Arten förekommer i Götaland, Svealand, Nedre Norrland och Övre Norrland. Artens livsmiljö är andra skuggiga klippor. Inga underarter finns listade i Catalogue of Life.

## Bildgalleri

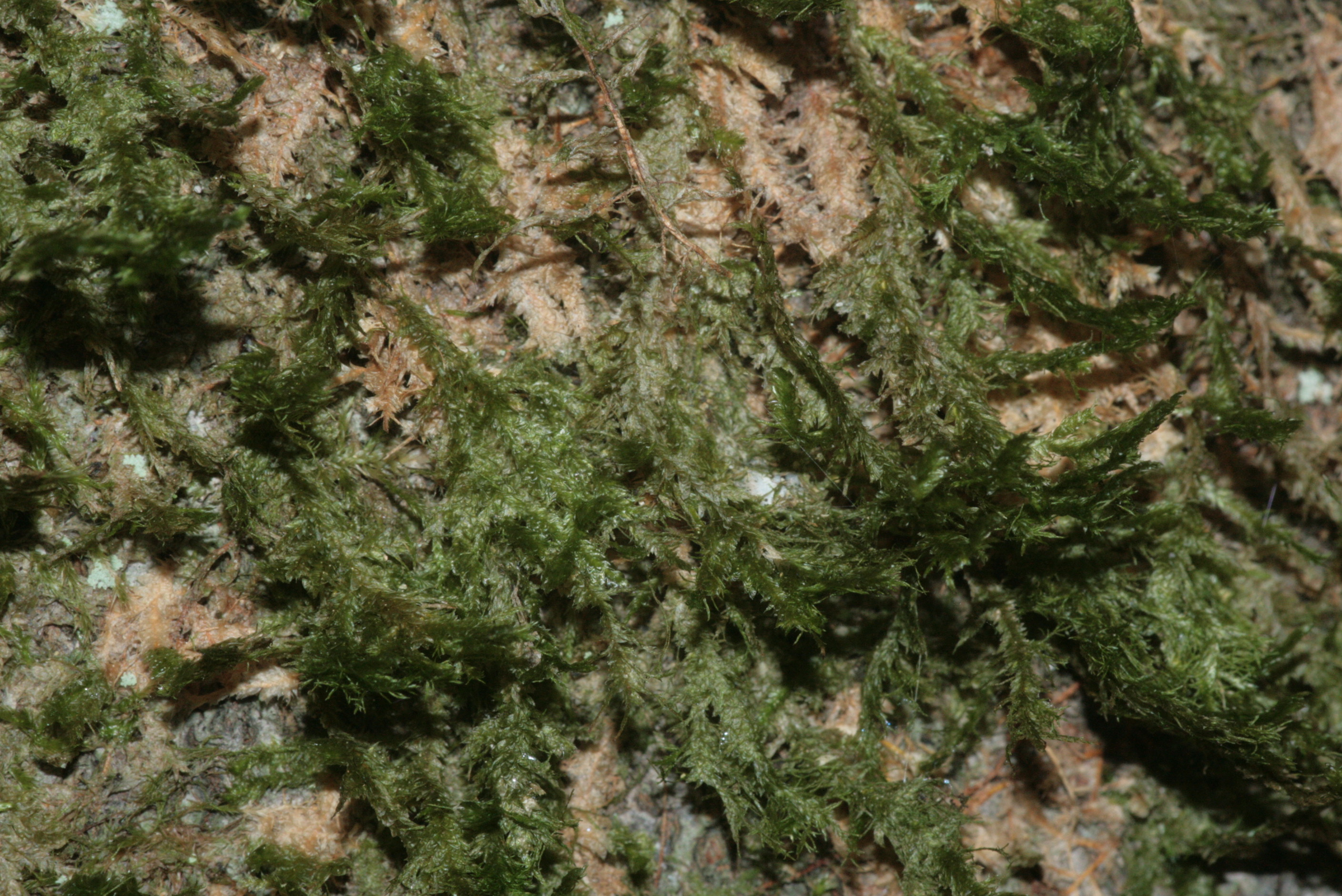
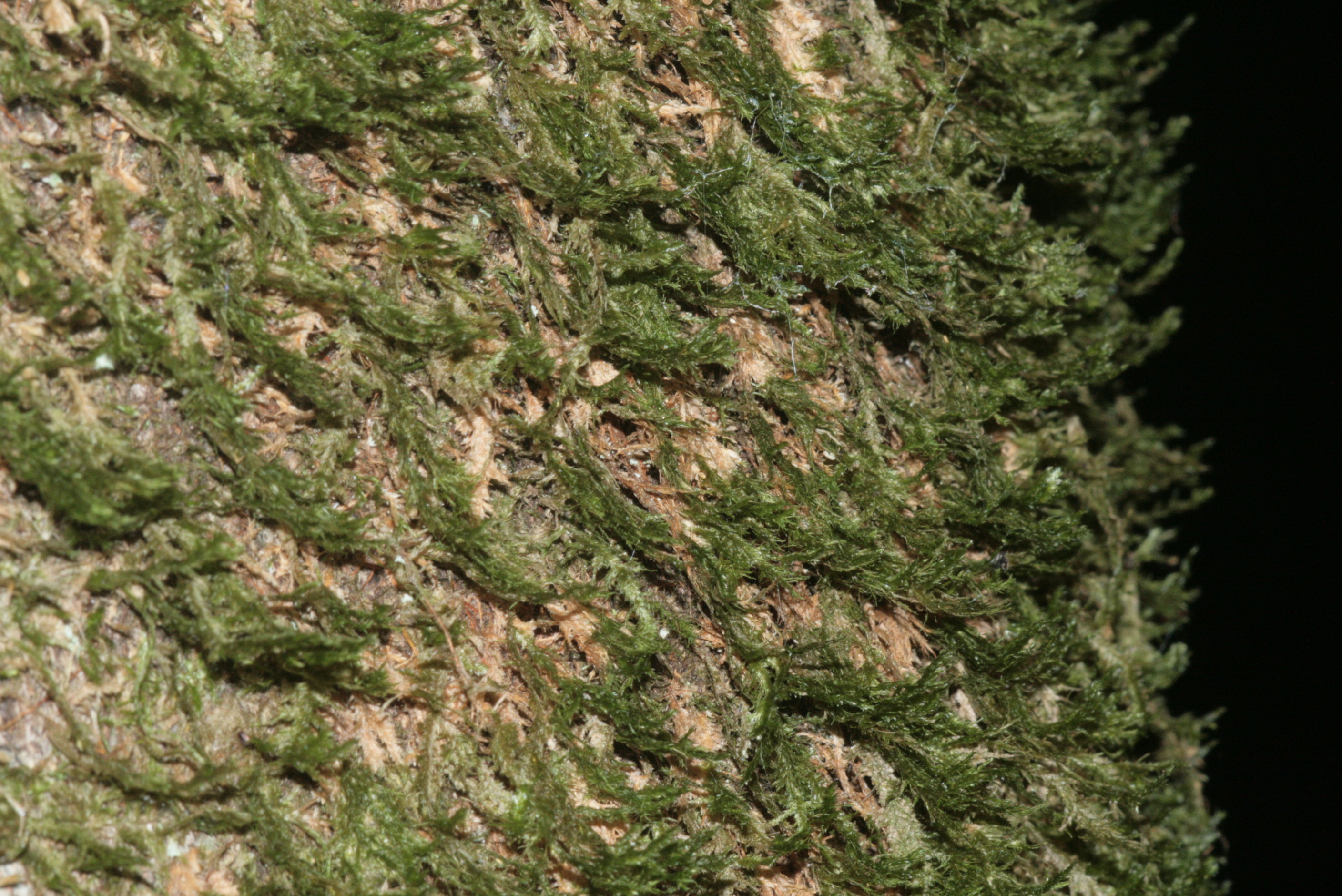
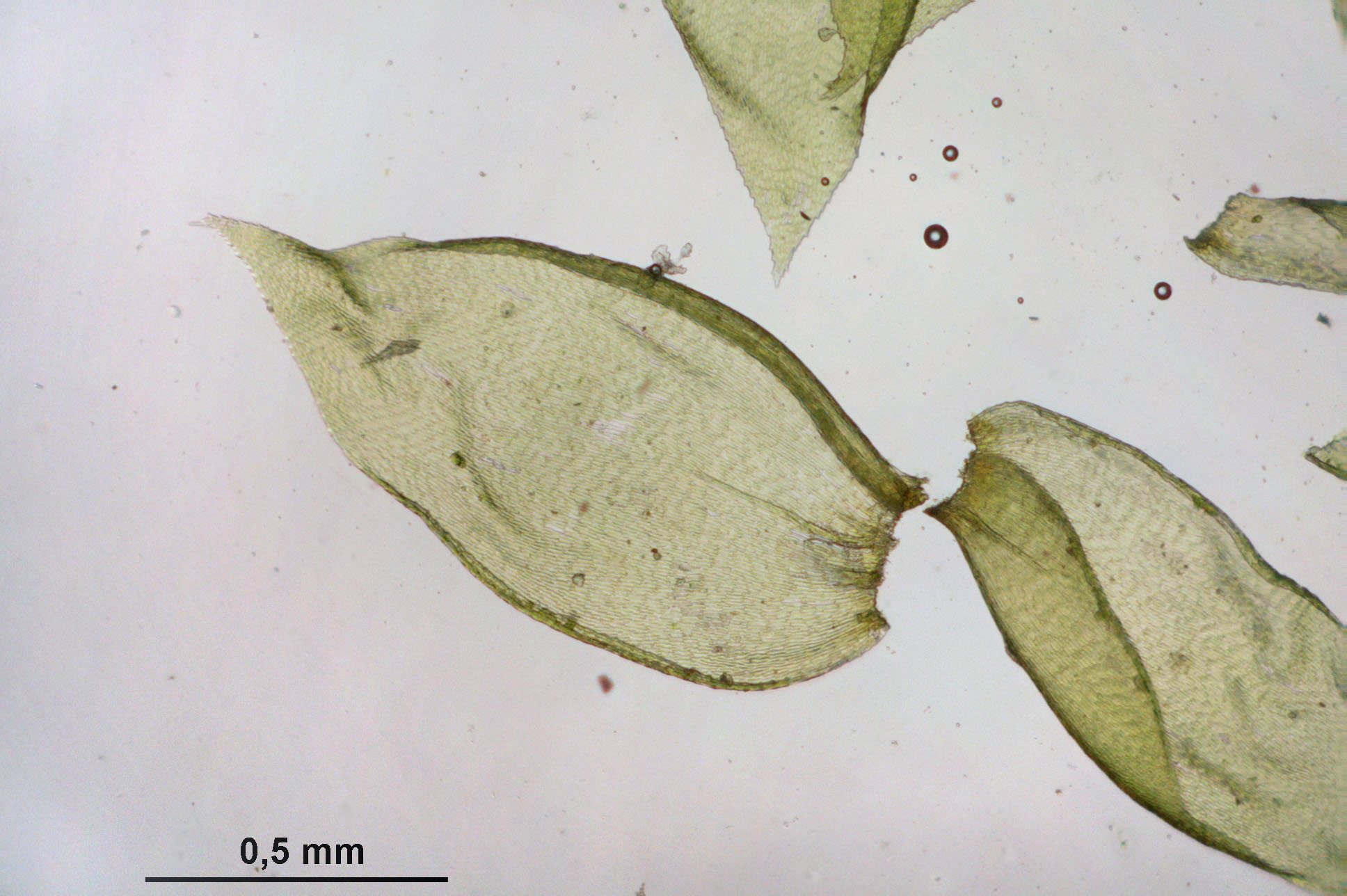
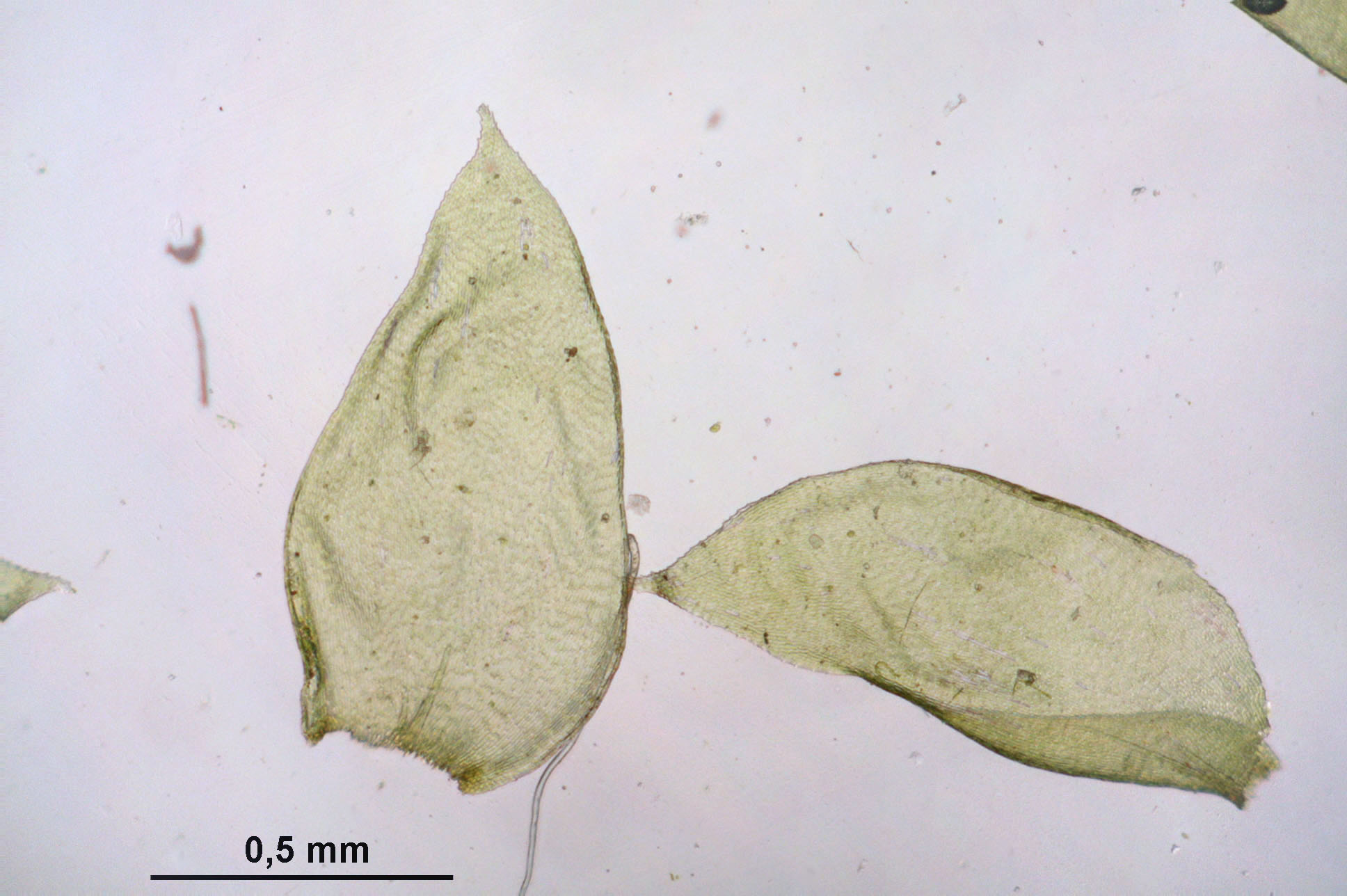
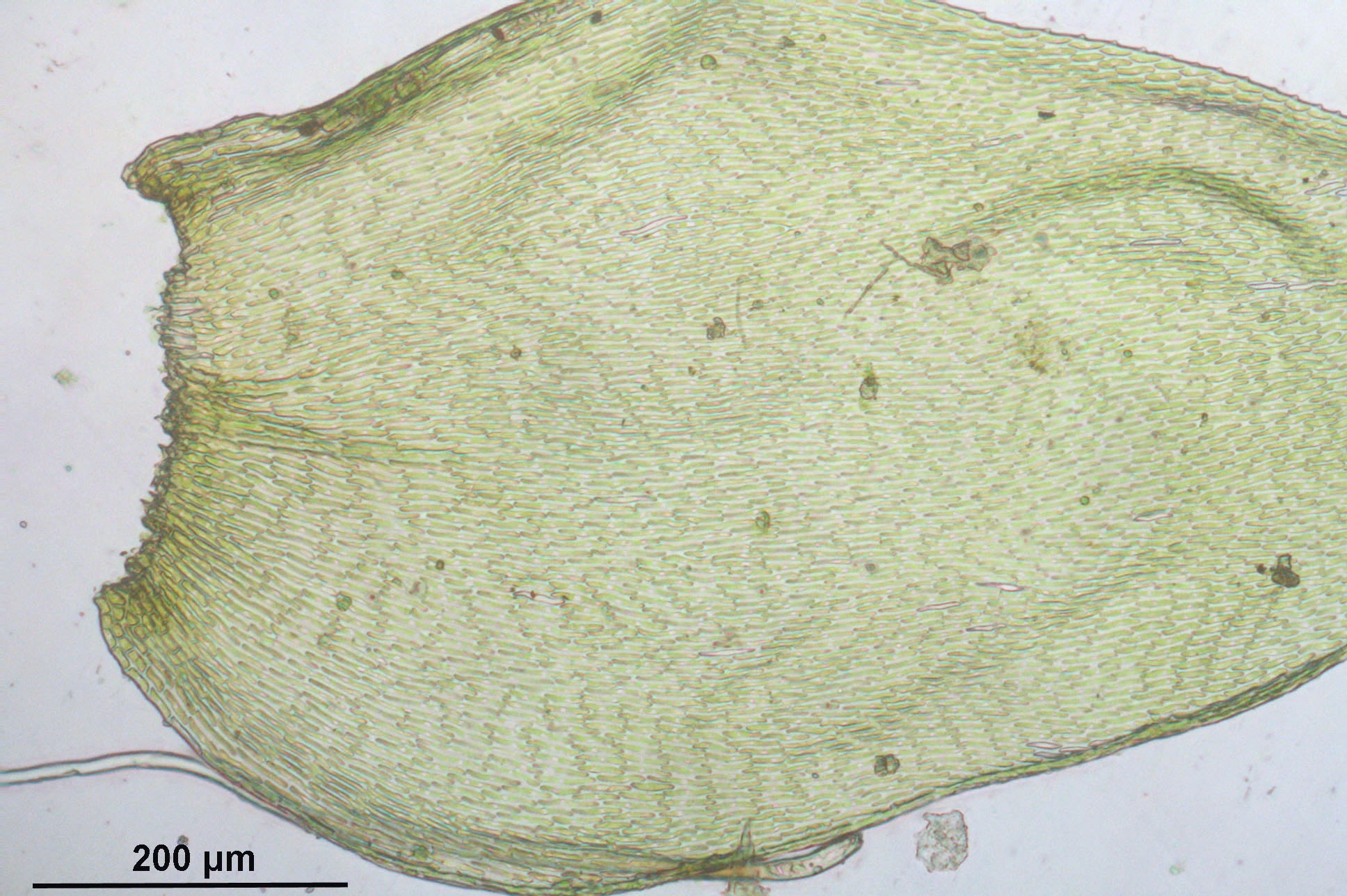
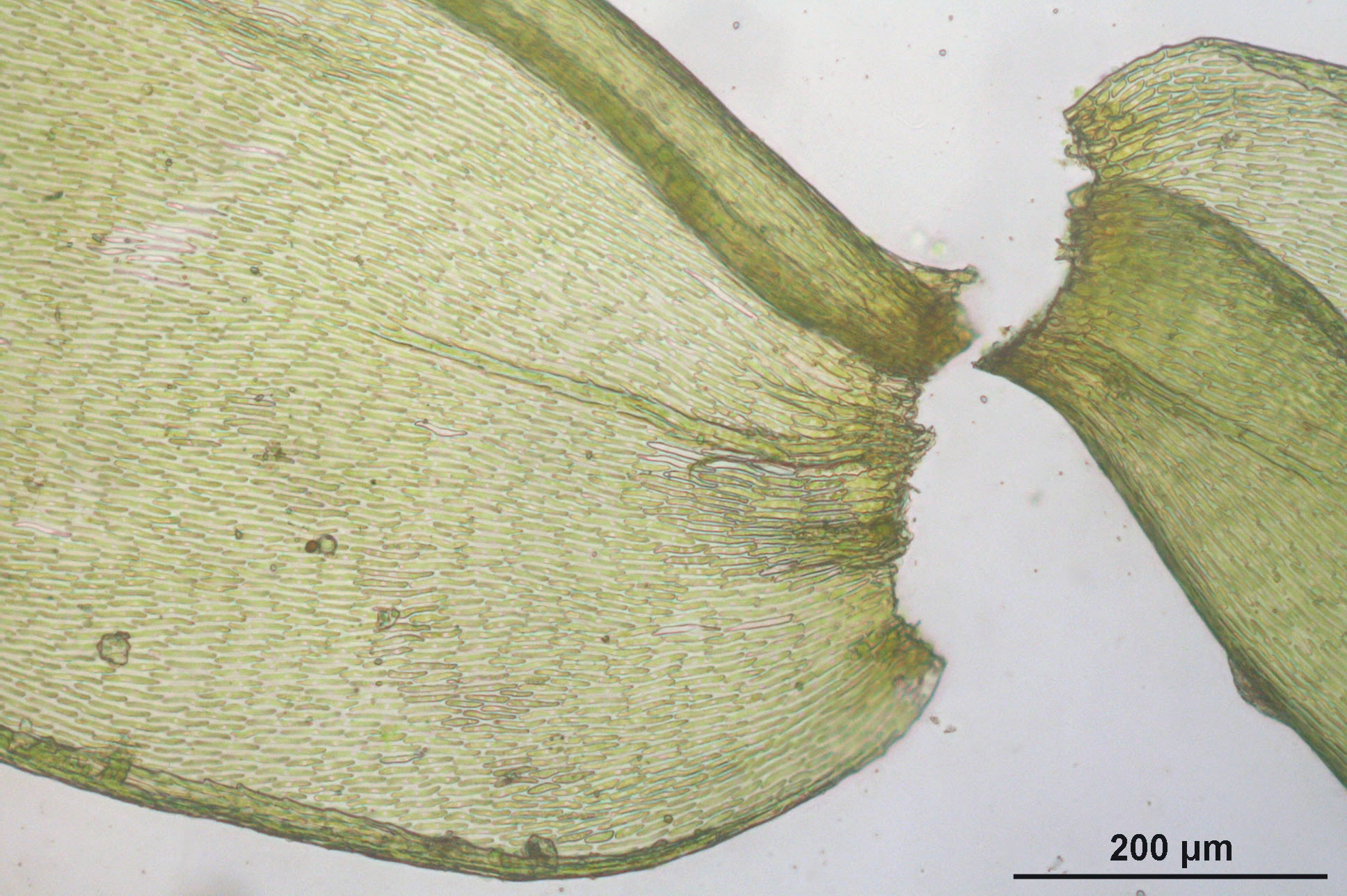